# Христо Сутров
Христо Николов Сутров е български актьор.

## Биография
Роден е през 1913 г. в Поморие. Завършва средно образование в Бургас. През 1933 г. дебютира в Бургаския областен театър. В него работи от 1933 до 1939 г. и от 1944 до 1979 г. През 1939 – 1944 г. е част от състава на Съвременен кооперативен театър. Умира на 15 октомври 1979 г. в Бургас.

## Роли
Христо Сутров играе множество роли, по-значимите са:
- Колчо – „Под игото“ от Иван Вазов;
- Горилков – „Големанов“ от Ст. Л. Костов;
- Илия Савин – „Камък в блатото“ от Георги Караславов;
- Шутът – „Дванайсета нощ“ от Уилям Шекспир;
- Арган – „Мнимият болен“ от Молиер;
- Дулитъл – „Пигмалион“ от Джордж Бърнард Шоу;
- Добчински – „Ревизор“ от Николай Гогол.[1]

## Филмография
- „Записки по българските въстания“ (1976-1980), 13 серии - дядото с пушката (в 3 серии: VII, VIII, X)